# Dinesh D'Souza
Dinesh Joseph D'Souza (n. 25 aprilie 1961, Mumbai, Maharashtra, India) este un indian-american⁠(d) de dreapta, comentator, autor, regizor și adept al teoriilor conspirative. D'Souza a redactat numeroase lucrări, unele dintre ele fiind bestselleruri pe lista New York Times.
În 2012, D'Souza a lansat filmul documentar 2016: Obama's America⁠(d), o polemică anti-Obama bazată pe cartea sa din 2010 The Roots of Obama's Rage. Producția a obținut 33 de milioane de dolari, devenind documentarul conservator cu cele mai mari încasări din toate timpurile. Acesta a mai lansat patru documentare pe parcursul următorilor ani: America: Imagine the World Without Her⁠(d) (2014), Hillary's America: The Secret History of the Democratic Party⁠(d) (2016), Death of a Nation⁠(d) (2018) și Trump Card⁠(d) (2020). Filmele și comentariile lui D'Souza au generat controverse însemnate din cauza promovării teoriilor conspirative și a unor afirmații false, dar și din cauza naturii lor incendiare.
Născut în Bombay, D'Souza s-a mutat în Statele Unite prin programul de schimb de experiență⁠(d) și a absolvit Colegiul Dartmouth⁠(d). A fost naturalizat în 1991. Din 2010 până în 2012, a fost președintele The King's College⁠(d) - o școala creștină din New York - până la demisia sa după un presupus adulter.
În 2012, D'Souza a donat 10.000 de dolari pentru campaniei senatorială⁠(d) a lui Wendy Long⁠(d), precizând în scris că 5.000 sunt donați de el și alți 5.000 de soția sa. Acesta le-a cerut altor două persoane să-i doneze lui Long încă 20.000 de dolari, bani pe care i-a rambursat. La momentul respectiv, legea electorală limita donațiile pentru campaniile electorale la 5.000 de dolari pe cap de individ. Doi ani mai târziu, D'Souza a pledat vinovat într-un tribunal federal de contribuții ilegale la o campanie electorală⁠(d). Acesta a fost condamnat la opt luni de închisoare într-o casă de tranziție⁠(d) din apropierea domiciliului său din San Diego, liberat condiționat pe cinci ani și o amendă de 30.000 de dolari. În 2018, D'Souza a fost grațiat⁠(d) de președintele Donald Trump.

## Biografie
Dinesh Joseph D'Souza s-a născut în Bombay în 1961. Acesta a crescut într-o familie de clasă mijlocie, tatăl său fiind director executiv al companiei Johnson & Johnson, iar mama sa casnică. Aceștia erau romano-catolici goa⁠(d). D'Souza a urmat cursurile liceului iezuit St. Stanislaus⁠(d) din Bombay. A absolvit în 1976, însă ultimii doi ani de studiu i-a încheiat în cadrul Colegiului Syndenham⁠(d). În 1978, D'Souza călătorește în Statele Unite prin programul de schimb de experiență Rotary Youth Exchange⁠(d) și urmează cursurile școlii publice locale⁠(d) din Patagonia, Arizona⁠(d). S-a înscris mai departe la Colegiul Dartmouth⁠(d) unde a obținut o licență⁠(d) în engleză în 1983 și a fost membru al frăției Phi Beta Kappa⁠(d). În perioada petrecută la Dartmouth, D'Souza a redactat articole pentru The Dartmouth Review⁠(d), o publicație independentă, editată de studenți și subvenționată de Collegiate Network⁠(d). Activitățile sale din cadrul Review au fost criticate deoarece a redactat un articol în care îi menționa pe membrii homosexuali ai organizației studențești Gay Straight Alliance.

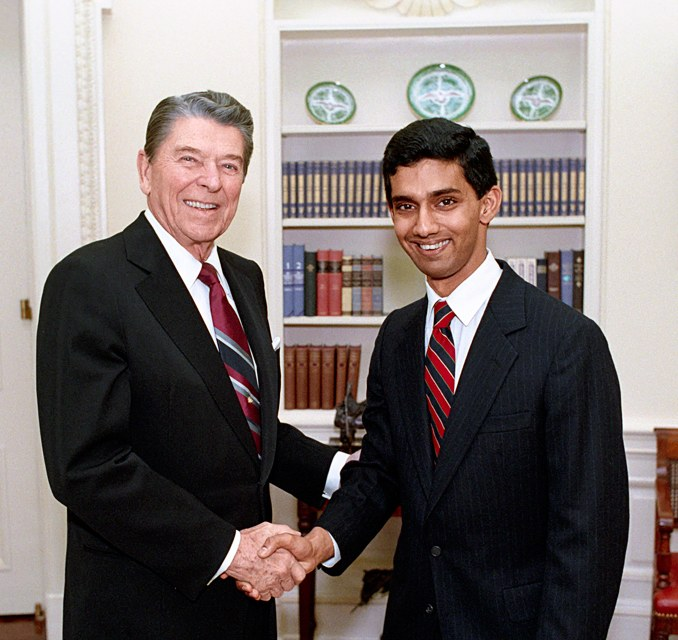
Dinesh D'Souza alături de președintele Ronald Reagan în 1988.

După ce a absolvit colegiul Dartmouth, D'Souza a devenit editorul unui jurnal lunar numit The Prospect, o publicație finanțată de un grup de absolvenți ai Universității Princeton. Publicația și redactorii săi au creat numeroase controverse în această perioadă, în special după criticarea politicilor acțiunii afirmative ale colegiului.
Din 1985 până în 1987, D'Souza a fost editor colaborator pentru Policy Review⁠(d), un jurnal publicat la vremea respectivă de The Heritage Foundation⁠(d) din Washington, D.C. Într-un articol din septembrie 1985 intitulat „The Bishops as Pawns”, D'Souza a speculat că preoții catolici din Statele Unite⁠(d) erau manipulați de liberalii americani⁠(d) în încercarea de a-i convinge să nu susțină construcția de baze militare în străinătate și intervenționismul american, deși aceștia aveau cunoștințe limitate despre subiectele în cauză
D'Souza a fost consilier în administrația președintelui Ronald Reagan. Acesta a fost afiliat cu Institutul American de Întreprinderi⁠(d)și Instituția Hoover⁠(d) din cadrul Universității Stanford.
În 1991, D'Souza a fost naturalizat⁠(d).

## Convingeri
D'Souza este considerat drept un neoconservator. Acesta definește conservatorismul american drept „conservarea principiilor Revoluției Americane”. În Scrisori către un tânăr conservator, o introducere în ideile conservatoare dedicată tinerilor cititori, D'Souza susține că opiniile sale reprezintă o combinație de elemente ale liberalismului clasic și virtuți antice, în special „convingerea că există standarde morale în univers și că practicarea lor este cel mai bun mod de a avea o viață împlinită și fericită”. Acesta respinge convingerea liberală modernă conform căreia „natura umană este inerent bună” și prin urmare „marile conflicte mondiale ... au loc din cauza unor cumplite neînțelegeri care pot fi rezolvate prin comunicare și prin medierea Națiunilor Unite”.
În cartea Illiberal Education: The Politics of Race and Sex on Campus (1991), D'Souza a susținut că intoleranța față de opiniile conservatoare este comună în multe universități. Acesta consideră că numeroasele probleme sociale din lumea modernă sunt cauzate de „stânga culturală”.
De asemenea, D'Souza este un cunoscut critic al feminismului, iar Bruce Goldner a remarcat într-o recenzie a lucrării Illiberal Education că „are tendința de a caracteriza feministele drept mizantropi care emasculează”.

### Religie
D'Souza a participat la slujbele organizate de biserica evanghelică⁠(d) Capela Calvary⁠(d) din 2000 până în 2010. Deși susține că antecedentele sale catolice sunt importante pentru el, D'Souza precizează, de asemenea, că se simte confortabil cu teologia reformei protestante și se consideră un creștin fără denominație. Un scriitor de apologetică creștină, D'Souza a luat parte al dezbateri împotriva unor atei cunoscuți și critici ai creștinismului pe probleme religioase și morale. Printre aceștia au fost Dan Barker, Christopher Hitchens, Peter Singer, Daniel Dennett, Michael Shermer, David Silverman⁠(d) și Bart D. Ehrman.
În calitate de colaborator invitat al Christian Science Monitor⁠(d), D'Souza a susținut că: „Învățăturile morale ale lui Isus nu oferă sprijin – într-adevăr, ele reprezintă o mustrare severă a – nedreptăților istorice săvârșite în numele creștinismului”. Acesta vorbește deseori împotriva ateismului, secularismului și spiritualității lipsite de credință. D'Souza și-a expus opiniile în lucrarea sa din 2007 intitulată Ce este atât de grozav despre creștinism. În 2009 a publicat Life After Death: The Evidence unde susține că există viață după moarte.
D'Souza a abordat și problema islamului. Acesta a declarat în 2007 că gânditorii „islamici radicali” nu au condamnat modernitatea, știința sau libertatea, ci doar sprijinul Statelor Unite pentru „dictatorii seculari din regiune” care neagă „musulmanilor libertatea și controlul asupra propriului destin”. A participat la dezbateri cu Serge Trifkovic⁠(d) și Robert Spencer, ambii considerând islamul „inerent agresiv, rasist, violent și intolerant”. D'Souza l-a etichetat pe Spencer drept „islamofob” și „un polemist productiv” în scrierile sale despre islam. Acesta a atras atenția asupra sprijinului financiar de „100 de milioane de dolari acordat unei moschei care urmează să fie construită lângă locul în care teroriștii au doborât World Trade Center în numele islamului” (i.e. proiectul centrul comunitar islamic și moscheea Park51⁠(d)) și asupra faptului că Orientul Mijlociu devine „Statele Unite ale Islamului”.

### Teorii conspirative
D'Souza a promovat mai multe teorii ale conspirației precum faptul că Obama nu s-a născut în Statele Unite și că familia Clinton asasinează persoane din anturajul lor care pot oferi informații secrete despre aceștia⁠(d). De asemenea, D'Souza a promovat teorii ale conspirației despre finanțatorul evreu George Soros, inclusiv că Soros a colaborat cu naziștii și a sponsorizat Antifa, o mișcare antifascistă de stânga. Într-un interviu din august 2016 pentru GQ, D'Souza a negat că promovează conspirații, declarând: „Nu am promovat niciodată o teorie a conspirației”.
În august 2017, D'Souza a sugerat că manifestația Unite the Right a fost o operațiune sub acoperire. În aceeași lună, acesta a postat pe Twitter că „ar fi interesant să-l vezi” pe Soros „extrădat în Israel și judecat pentru complicitatea sa la atrocitățile naziste” și l-a descris pe acesta drept „băiatul de colecție al lui Hitler”.
După tentativele de asasinare prin corespondență a unor cunoscuți politicieni democrați în octombrie 2018⁠(d), D'Souza a postat pe Twitter: „Pseudovictime ale agresiunilor sexuale. Pseudorefugiați. Acum pseudoatacuri cu bombă prin corespondență”. Acesta a susținut că din moment ce nu era niciun semn de retragere⁠(d) pe coletele cu bombă, acestea n-ar fi fost de fapt expediate.
În februarie 2021, după asaltul Capitoliului Statelor Unite, D'Souza a sugerat că participanții erau doar „o grămadă de oameni îngrijorați care se plimbau pe un coridor”. În mai, D'Souza a postat pe Twitter un mesaj despre asalt: „Arata ca o insurecție? O revoltă? O încercare de lovitură de stat? Dacă nu merge ca o rață sau nu vorbește ca o rață, atunci probabil că nu este o rață.” 